# La Liga Argentina (básquet)
La Liga Argentina, anteriormente conocida como Torneo Nacional de Ascenso, es la segunda categoría dentro del básquetbol de Argentina. Es organizada desde 1992 por la Asociación de Clubes (AdC), sucediendo a la Liga "B", la cual funcionó como segunda división desde 1985 hasta 1992.
Cuenta con 32 equipos, y su formato de competición ha ido variando con el paso del tiempo, asimilando los cambios de plazas que existían en este certamen. En el desarrollo de la temporada los equipos se miden mediante una fase regular y los playoffs. Además de otorgar ascensos, suele contar con descensos a La Liga Federal, los cuales estuvieron suspendidos en algunas temporadas.

## Historia

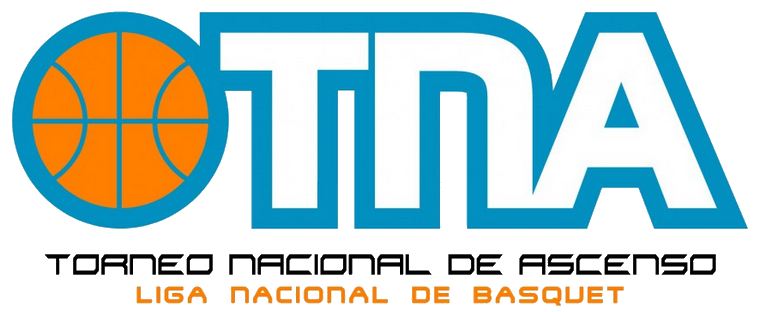
Logotipo del Torneo Nacional de Ascenso.

En 1992 y buscando mejorar el baloncesto nacional, se crea el Torneo Nacional de Ascenso, el cual desplaza a la Primera Nacional "B" al tercer escalón nacional. El nuevo torneo implementaba una divisional con dieciséis participantes, un ascenso directo y dos descensos. Además existió una serie "repechaje" entre el penúltimo de la Liga Nacional y el subcampeón del Torneo Nacional, instancia que se disputó desde la temporada inaugural (1992-93) hasta la temporada 1998-99.
Hasta la temporada 2000-01 contó con dieciséis equipos; al siguiente torneo hubo catorce, una tendencia que duró dos temporadas, para volver al número original a la siguiente; sin embargo este número fluctuó durante varias temporadas. Durante todas esas temporadas, el formato de disputa constaba de dos fases regulares, donde primero se dividían a los equipos según su ubicación en la geografía argentina y en la siguiente según los resultados obtenidos en la primera etapa. En la temporada 2008-09 se agrega una etapa más al torneo, el repechaje por el segundo ascenso que incluía la participación de los equipos eliminados en semifinales y aquel que perdió la final.
En el 2011 la liga decide invitar más participantes para así llegar a veintiún equipos y luego regularizarse en veinte para el 2012. La temporada 2011-12 fue la última en contar con el formato antiguo, ya que en la 2012-13 se decidió implementar un sistema donde los equipos ubicados en la región norte del país no se crucen contra los de la región sur sino hasta las últimas instancias, haciendo así que ambas regiones tuviesen participación asegurada durante todo el torneo.
En el 2013 y antes del comienzo de la temporada 2013-14, la Asociación de Clubes, organizador de las dos primeras categorías nacionales, decide aplicar en la máxima categoría un cierre en los descensos, lo cual afectó al TNA reduciendo en dos la cantidad de equipos que lo disputarían.
En el 2014, antes del comienzo de la temporada 2014-15, la organización decidió disputar dicha temporada sin descensos al Torneo Federal de Básquetbol pero con ascensos hacia la Liga Nacional, lo cual haría mantener la cantidad de equipos que disputan el torneo. Ese mismo año, unos meses después de anunciar que se cerraría la liga, se dio a conocer el aumento a 24 en la cantidad de plazas.
En 2015 se da una nueva expansión en la categoría, pasando de 24 a 28 equipos, regionalizando más la competencia. Sin embargo, este plan falló y durante la temporada 2015-16 se jugó con 26 equipos, número que se repitió en la temporada siguiente.
Finalmente se llegó a 28 equipos para la temporada 2017-2018, misma temporada en la cual el torneo pasó a llamarse La Liga Argentina. En ese mismo torneo se dio un evento particular y fue cuando Temperley fue suspendido del torneo por reiteración de faltas, entre ellas se destacó varias intromisiones del presidente de la institución al rectángulo de juego y el desacato de las medidas tomadas por la organización por parte de la institución y del mismo presidente. Por ello, Temperley tuvo su plaza suspendida por 120 días, mientras que los equipos que debieron disputar la permanencia, Echagüe de Paraná y Gimnasia de La Plata mantuvieron la categoría.

## Formato de competencia y reglamentaciones

### Reglamentaciones
- Cada partido dura cuarenta minutos divididos en cuatro cuartos de diez minutos cada uno.
- Cada equipo puede solicitar 2 tiempos muertos en la primera mitad del partido y 3 en la segunda mitad del partido.
- Entre el primer y segundo cuarto y entre el tercer y cuarto hay dos (2) minutos de descanso, entre el segundo cuarto y el tercer cuarto hay quince (15) minutos de descanso.
- En caso de igualdad al finalizar los cuatro cuartos se dispone de cuantos tiempos extras sean necesarios para desempatar la serie.

### Formato de competencia
El formato ha ido variando a lo largo del tiempo. Habrá un ascenso a la máxima categoría, Liga Nacional de Básquet (2025-26), a definir en una final disputada por el campeón del Apertura y el campeón del Clausura. El único descenso a Liga Federal de Básquetbol 2026 se producirá de una tabla general con la suma de los dos torneos.
Cada Conferencia de 16 equipos estará compuesta por 2 grupos de 8 equipos cada uno, de acuerdo a la cercanía geográfica. Se prevén 14 juegos por equipo, disputando cada Conferencia 4 cuadrangulares con sus 16 participantes. 
Los cuadrangulares se disputarán en la sede de los equipos clasificados 1° y 2° de cada Zona y el calendario se conformará con la disputa de partidos, todos contra todos, entre los clubes de cada grupo de cada Conferencia. 
- Grupo 1: 1°-6° Zona A y 4°-8° Zona B
- Grupo 2: 1°-6° Zona B y 4°-8° Zona A
- Grupo 3: 2°-5° Zona A y 3°-7° Zona B
- Grupo 4: 2°-5° Zona B y 3°-7° Zona A

Los ubicados en primer y segundo puesto de cada Grupo clasificarán al Cuadrangular Semifinal de cada Conferencia. Los perdedores terminan su participación en el Torneo Apertura. Cada Cuadrangular se desarrollará en una única sede, a designarse por licitación.
- Grupo A: 1° Grupo 1, 1° Grupo 4, 2° Grupo 2, 2° Grupo 3
- Grupo B: 1° Grupo 2, 1° Grupo 3, 2° Grupo 1, 2° Grupo 4

Los ganadores de cada Cuadrangular Semifinal clasificarán al Final Four del Torneo Apertura. Los perdedores terminan su participación en el Torneo Apertura. 
El Final Four será en formato todos contra todos, en sede única a designarse por licitación. El ganador se adjudicará el título de CAMPEÓN DEL TORNEO APERTURA DE LA LIGA ARGENTINA y adquirirá el derecho a participar por la FINAL ASCENSO contra el ganador del TORNEO CLAUSURA.

## Equipos participantes

### Temporada 2024-25
Los equipos son divididos en dos Conferencias, Norte y Sur, cada una con 16 equipos para el Torneo Clausura, y subdivididos en cuatro zonas para el Torneo Apertura.
| Conferencia Norte | Conferencia Norte | Conferencia Norte                   | Conferencia Norte        | Conferencia Norte                      | Conferencia Norte |
| Zona              | Club              | Ciudad                              | Entrenador               | Estadio                                | Capacidad         |
| ----------------- | ----------------- | ----------------------------------- | ------------------------ | -------------------------------------- | ----------------- |
| A                 | Amancay           | La Rioja                            |                          | Estadio "Cristobal Romero"             |                   |
| A                 | Comunicaciones    | Mercedes (Corrientes)               | Eduardo Japez            | Estadio de Comunicaciones              | 3500              |
| A                 | Estudiantes       | San Miguel de Tucumán               |                          | Dionisio muruaga                       | 600               |
| A                 | Independiente BBC | Santiago del Estero                 |                          | Estadio "Dr. Israel Parnas"            | 1.000             |
| A                 | Jujuy Básquet     | San Salvador de Jujuy               |                          | Estadio Federación de Básquet de Jujuy | 2.000             |
| A                 | Montmartre        | San Fernando del Valle de Catamarca |                          | Polideportivo "Fray Mamerto Esquiú"    | 4.800             |
| A                 | Salta Basket      | Salta                               | Ricardo De Cecco         | Estadio "Delmi"                        | 10.000            |
| A                 | Villa San Martín  | Resistencia                         |                          | Estadio de Villa San Martín            | 1.200             |
| B                 | Barrio Parque     | Córdoba                             | Nicolás Arduh            | Estadio "Teatro del Parque"            | 700               |
| B                 | Centenario        | Venado Tuerto (Santa Fe)            |                          |                                        |                   |
| B                 | Colón             | Santa Fe                            |                          | Estadio "Roque Otrino"                 | 400               |
| B                 | Deportivo Norte   | Armstrong (Santa Fe)                |                          | Estadio "Jorge Ferrero"                | 1.200             |
| B                 | Provincial        | Rosario                             |                          | Estadio "Salvador Bonilla"             | 10.000            |
| B                 | Rivadavia         | Rivadavia (Mendoza)                 |                          | Estadio "Leopoldo Juan Brozovix"       | 900               |
| B                 | San Isidro        | San Francisco (Córdoba)             |                          | Estadio "Antonio Manno"                | 2.200             |
| B                 | Sportivo Suardi   | Suardi (Santa Fe)                   |                          | Estadio "El Gigante de la Avenida"     |                   |
| Conferencia Sur   |                   |                                     |                          |                                        |                   |
| Zona              | Club              | Ciudad                              | Entrenador               | Estadio                                | Capacidad         |
| A                 | Atlético Pilar    | Pilar (Buenos Aires)                |                          | Gimnasio "Javier Peverelli"            |                   |
| A                 | El Talar          | Buenos Aires                        |                          |                                        |                   |
| A                 | GELP              | La Plata                            |                          | Polideportivo "Víctor Nethol"          | 3.000             |
| A                 | Hispano Americano | Río Gallegos                        |                          | Estadio "Tito Wilson"                  | 1.200             |
| A                 | La Unión          | Colón (Entre Ríos)                  | Martin Guastavino        | Estadio Carlos José Delasoie           | 1.300             |
| A                 | Lanús             | Lanús (Buenos Aires)                |                          | Microestadio "Antonio Rotili"          | 3.000             |
| A                 | Racing Club       | Avellaneda (Buenos Aires)           | Fernando Rosanova        | Centro Deportivo Racing Club           |                   |
| A                 | Tomás de Rocamora | Concepción del Uruguay (Entre Ríos) | Cristian Domínguez       | Estadio Julio César Paccagnella        | 1.000             |
| B                 | Ciclista          | Junín (Buenos Aires)                |                          | Estadio "El Coliseo del Boulevard"     | 2.500             |
| B                 | Deportivo Viedma  | Viedma                              | Guillermo Bogliacino     | Polideportivo "Ángel Cayetano Arias"   | 2.500             |
| B                 | Pergamino         | Pergamino (Buenos Aires)            | Laura Cors               | Estadio "Ricardo «Dorado» Merlo"       | 200               |
| B                 | Pico FC           | General Pico (La Pampa)             |                          | Estadio "Parque Angel Larrea"          | 2.000             |
| B                 | Quilmes           | Mar del Plata (Buenos Aires)        | Ezequiel Santiago Medina | Microestadio "José Martinez"           | 1.000             |
| B                 | Racing (CH)       | Chivilcoy (Buenos Aires)            | Diego D´Ambrosio         | "Grilon" Arena                         |                   |
| B                 | Union             | Mar del Plata (Buenos Aires)        | Fernando Rivero          | Estadio Polideportivo "Islas Malvinas" | 8.000             |
| B                 | Villa Mitre (BB)  | Bahía Blanca (Buenos Aires)         |                          | Estadio "Jose Martinez"                | 2.800             |

El Club Provincial de Rosario ahora forma parte de la Conferencia Norte, a diferencia de la temporada anterior, donde fue participante de la Conferencia Sur

#### Distribución geográfica
| Región                    | Cantidad |
| ------------------------- | -------- |
| Provincia de Buenos Aires | 10       |
| Provincia de Santa Fe     | 5        |
| Entre Ríos                | 2        |
| Provincia de Córdoba      | 2        |
| Buenos Aires              | 1        |
| Catamarca                 | 1        |
| Chaco                     | 1        |
| La Pampa                  | 1        |
| Mendoza                   | 1        |
| Provincia de Corrientes   | 1        |
| Provincia de Jujuy        | 1        |
| Provincia de La Rioja     | 1        |
| Provincia de Tucumán      | 1        |
| Salta                     | 1        |
| Santa Cruz                | 1        |
| Santiago del Estero       | 1        |
| Río Negro                 | 1        |

### Historial de participantes
Un total de 131 equipos han competido en el TNA/La Liga Argentina desde su creación. La siguiente lista incluye a todos los clubes que han participado desde su creación en 1992-1993 hasta la temporada 2024-2025 inclusive, acompañada de la cantidad de temporadas que han jugado el certamen.
En negrita los equipos que actualmente (Temporada 2024-25) compiten en La Liga Argentina.
| - 28 Echagüe - 26 Ciclista - 23 Gimnasia y Esgrima La Plata - 21 La Unión (Colón) - 20 San Isidro (San Francisco) - 15 Alianza Viedma/Deportivo Viedma - 14 Tomás de Rocamora - 13 Oberá Tenis Club - 12 Barrio Parque - 11 Central Entrerriano - 11 Estudiantes (Olavarría) - 10 El Nacional (Bahía Blanca) → Monte Hermoso Básquet - 10 Independiente BBC - 10 Lanús - 10 San Andrés - 9 Argentino (Junín) - 9 Deportivo Norte (Armstrong) - 9 Parque Sur - 9 Quilmes (MdP) - 9 Rivadavia (Mendoza) - 9 Salta Basket - 9 Villa San Martín (Resistencia) - 8 Alma Juniors (Esperanza) - 8 Ameghino (Villa María) - 8 Libertad - 8 Racing (Chivilcoy) - 8 Tiro Federal (Morteros) - 8 Unión (Santa Fe) - 8 Unión (Sunchales) - 7 Atenas (Carmen de Patagones) - 7 Belgrano (San Nicolás) - 7 Ben Hur - 7 Petrolero Argentino (Plaza Huincul) - 6 Central Argentino Olímpico - 6 Del Progreso (General Roca) - 6 Deportivo Madryn → Conarpesa-Deportivo Madryn - 6 Estudiantes (Santa Rosa) - 6 Huracán (Trelew) - 6 Independiente (Neuquén) - 6 Instituto (Córdoba) - 6 San Martín (Corrientes) - 6 Sarmiento (Resistencia) - 6 SIDERCA (Campana) - 6 Villa Mitre (Bahía Blanca) | - 5 Alvear (Villa Ángela) - 5 Asociación Española (Charata) - 5 Asociación Italiana (Charata) - 5 Asociación Mitre (Tucumán) - 5 Banda Norte - 5 Ciudad de Bragado - 5 Colón (Santa Fe) - 5 Estudiantes Concordia - 5 Hindú (Resistencia) - 5 Hispano Americano - 5 Olimpia (Venado Tuerto) - 5 Pico Football Club - 5 San Martín (Marcos Juárez) - 5 Unión Progresista - 4 Alianza La Unión → La Unión de Formosa - 4 Centro Español (Plottier) - 4 Deportivo Roca - 4 Firmat Football Club - 4 Newell's Old Boys - 4 Obras Sanitarias - 4 Pedro Echagüe → Pedro Echagüe-Saladillo - 4 Platense - 4 Pergamino Básquet - 4 Quimsa - 4 Racing Club (Avellaneda) - 4 Regatas Corrientes - 4 Regatas San Nicolás - 4 River Plate - 4 Sport Club Cañadense - 4 Sportivo América → Rosario Basket - 4 Tucumán BB - 3 Atlético Pilar - 3 Ciclista Olímpico - 3 Comunicaciones (Mercedes) - 3 Estudiantes (Bahía Blanca) - 3 Estudiantes (Tucumán) - 3 Jáchal BC - 3 Independiente (Zárate) - 3 Independiente (General Pico) - 3 Luz y Fuerza (Posadas) - 3 Mendoza de Regatas - 3 Montmartre - 3 Quilmes AC - 3 Sionista - 3 9 de Julio (Río Tercero) - 3 Unión Gimnástica Sokol | - 3 Villa Ángela Basket - 2 Amancay - 2 Ateneo Popular Versailles - 2 Deportivo Valle Inferior - 2 Ferro (BA) - 2 GEPU - 2 Olimpo (Bahía Blanca) - 2 Provincial (Rosario) - 2 San Lorenzo (Chivilcoy) - 2 Santa Paula (Gálvez) - 2 Sportivo Pilar - 2 Sportivo Suardi - 2 UNCAus - 2 Unión (MdP) - 2 Universidad de Buenos Aires - 2 Zárate Basket - 1 Adelante (Reconquista) - 1 Alianza Olimpia (Catamarca) - 1 Andino Sport Club - 1 Anzorena - 1 Atenas - 1 Bahía Basket - 1 Belgrano (Tucumán) - 1 Central Córdoba (Tucumán) - 1 Centenario - 1 El Tala (San Francisco) - 1 El Talar - 1 Gimnasia y Esgrima (Villa del Parque) - 1 Independiente (Oliva) - 1 Independiente (Tandil) - 1 Jujuy Básquet - 1 Náutico Hacoaj - 1 Personal de Cosecha (Resistencia) - 1 Racing-Pedro Echagüe - 1 Rosario Central - 1 San Jorge - 1 San Lorenzo (BA) - 1 San Martín (Junín) - 1 Sportivo Las Parejas - 1 Talleres (Tafí Viejo) - 1 Temperley - 1 Tucumán Básquet - 1 Unión GEPU-Española - 1 Vélez Sarsfield - 1 Villa Mitre (Buenos Aires) |

1. ↑  El Nacional de Bahía Blanca disputó tres temporadas antes de recibir el apoyo del municipio de Monte Hermoso y pasar a llamarse El Nacional Monte Hermoso. Años más tarde, El Nacional cedería la totalidad de la plaza al municipio, que formaría Monte Hermoso Básquet, el cual se toma como una sucesión de la plaza.
2. 1 2 3  Villa Ángela Basket es la sucesión de la plaza que poseía Unión Progresista de Villa Ángela y además, es la fusión de Unión Progresista con Alvear de la misma ciudad. Al ser producto de una fusión entre dos equipos, se contabilizan las temporadas por separado.
3. ↑  La Unión de Formosa se considera la sucesión de Alianza La Unión.
4. ↑  Rosario Basket es la sucesión de la plaza de Sportivo América de Rosario.[8]
5. ↑  Racing-Pedro Echagüe fue una fusión entre las instituciones de Racing Club de Avellaneda y el Instituto Pedro Echagüe de Buenos Aires, se contabiliza la temporada para ambos por separado.

## Historial de campeones
Nota: solo se muestran ascensos ganados deportivamente.
| Temporada                  | Campeón                                                          | Serie                                                            | Finalista                                                        | Ascendieron                                                      | Equipos |
| -------------------------- | ---------------------------------------------------------------- | ---------------------------------------------------------------- | ---------------------------------------------------------------- | ---------------------------------------------------------------- | ------- |
| Torneo Nacional de Ascenso |                                                                  |                                                                  |                                                                  |                                                                  |         |
| 1992-93 Detalles           | Deportivo Roca                                                   | 3 - 0                                                            | Independiente (General Pico)                                     | Deportivo Roca Independiente (Gral. Pico)                        | 16      |
| 1993-94 Detalles           | Deportivo Valle Inferior                                         | 3 - 2                                                            | Pico Foot Ball Club                                              | Deportivo Valle Inferior                                         | 16      |
| 1994-95 Detalles           | Luz y Fuerza (Posadas)                                           | 3 - 2                                                            | Mendoza de Regatas                                               | Luz y Fuerza (Posadas)                                           | 16      |
| 1995-96 Detalles           | Obras Sanitarias                                                 | 3 - 1                                                            | Estudiantes (Olavarría)                                          | Obras Sanitarias                                                 | 16      |
| 1996-97 Detalles           | Belgrano (San Nicolás)                                           | 3 - 0                                                            | Newell's Old Boys                                                | Belgrano                                                         | 16      |
| 1997-98 Detalles           | Libertad                                                         | 3 - 2                                                            | SIDERCA                                                          | Libertad                                                         | 16      |
| 1998-99 Detalles           | Quilmes                                                          | 3 - 2                                                            | Central Entrerriano                                              | Quilmes                                                          | 16      |
| 1999-00 Detalles           | Belgrano (Tucumán)                                               | 3 - 2                                                            | Gimnasia (La Plata)                                              | Belgrano (T)                                                     | 16      |
| 2000-01 Detalles           | Gimnasia (La Plata)                                              | 3 - 1                                                            | Regatas Corrientes                                               | Gimnasia (La Plata)                                              | 16      |
| 2001-02 Detalles           | Ben Hur                                                          | 3 - 0                                                            | Ciclista Juninense                                               | Ben Hur                                                          | 14      |
| 2002-03 Detalles           | Central Entrerriano                                              | 3 - 2                                                            | Argentino (Junín)                                                | Central Entrerriano Argentino (J)                                | 14      |
| 2003-04 Detalles           | River Plate                                                      | 3 - 0                                                            | Regatas Corrientes                                               | River Plate Regatas Corrientes                                   | 16      |
| 2004-05 Detalles           | Alianza La Unión                                                 | 3 - 1                                                            | Ciclista Juninense                                               | Alianza La Unión Ciclista Juninense                              | 16      |
| 2005-06 Detalles           | Sionista                                                         | 3 - 0                                                            | Quimsa                                                           | Sionista Quimsa                                                  | 16      |
| 2006-07 Detalles           | El Nacional Monte Hermoso                                        | 2 - 0                                                            | Independiente (Neuquén)                                          | El Nacional Independiente (N)                                    | 14      |
| 2007-08 Detalles           | Ciclista Olímpico                                                | 2 - 0                                                            | Lanús                                                            | Ciclista Olímpico Lanús                                          | 16      |
| 2008-09 Detalles           | La Unión de Formosa                                              | 3 - 0                                                            | Unión (Sunchales)                                                | La Unión de Formosa Unión (Sunchales)                            | 16      |
| 2009-10 Detalles           | Argentino (Junín)                                                | 3 - 0                                                            | San Martín (Corrientes)                                          | Argentino (J) El Nacional                                        | 14      |
| 2010-11 Detalles           | Quilmes                                                          | 3 - 1                                                            | San Martín (Corrientes)                                          | Quilmes San Martín (C)                                           | 16      |
| 2011-12 Detalles           | Unión Progresista                                                | 3 - 0                                                            | Argentino (Junín)                                                | Unión Progresista Argentino (J)                                  | 21      |
| 2012-13 Detalles           | Estudiantes Concordia                                            | 3 - 2                                                            | San Martín (Corrientes)                                          | Estudiantes (C) Quilmes                                          | 20      |
| 2013-14 Detalles           | Ciclista Juninense                                               | 3 - 0                                                            | Instituto                                                        | Ciclista Juninense San Martín (C)                                | 20      |
| 2014-15 Detalles           | Instituto                                                        | 3 - 2                                                            | 9 de Julio (Río Tercero)                                         | Instituto 9 de Julio                                             | 24      |
| 2015-16 Detalles           | Hispano Americano                                                | 3 - 2                                                            | Barrio Parque                                                    | Hispano Americano                                                | 26      |
| 2016-17 Detalles           | Comunicaciones (Mercedes)                                        | 3 - 2                                                            | Estudiantes (Olavarría)                                          | Comunicaciones (M)                                               | 26      |
| La Liga Argentina          |                                                                  |                                                                  |                                                                  |                                                                  |         |
| 2017-18 Detalles           | Libertad                                                         | 3 - 0                                                            | Estudiantes (Olavarría)                                          | Libertad                                                         | 28      |
| 2018-19 Detalles           | Platense                                                         | 3 - 2                                                            | San Isidro (San Francisco)                                       | Platense                                                         | 28      |
| 2019-20 Detalles           | Temporada terminada prematuramente por la pandemia del Covid-19. | Temporada terminada prematuramente por la pandemia del Covid-19. | Temporada terminada prematuramente por la pandemia del Covid-19. | Temporada terminada prematuramente por la pandemia del Covid-19. | 28      |
| 2021 Detalles              | Unión (Santa Fe)                                                 | 3 - 1                                                            | Villa Mitre (Bahía Blanca)                                       | Unión (Santa Fe)                                                 | 29      |
| 2021-22 Detalles           | Independiente (Oliva)                                            | 3 - 0                                                            | Zárate Basket                                                    | Independiente (Oliva)                                            | 30      |
| 2022-23 Detalles           | Zárate Basket                                                    | 3 - 2                                                            | Ameghino (Villa María)                                           | Zárate Basket                                                    | 34      |
| 2023-24 Detalles           | Atenas                                                           | 3 - 2                                                            | Racing Club Chivilcoy                                            | Atenas                                                           | 31      |
| 2024-25 Detalles           | Racing Club Chivilcoy                                            | 3 - 2                                                            | San Isidro (San Francisco)                                       | Racing Club Chivilcoy                                            | 32      |

### Campeonatos por equipos
- 2 títulos: Alianza La Unión (Formosa) → La Unión de Formosa (2004-05 y 2008-09)
- 2 títulos: Quilmes (1998-99 y 2010-11)
- 2 títulos: Libertad (1997-98 y 2017-18)
- 1 título: Deportivo Roca (1992-93)
- 1 título: Deportivo Valle Inferior (1993-94)
- 1 título: Luz y Fuerza (Posadas) (1994-95)
- 1 título: Obras Sanitarias (1995-96)
- 1 título: Belgrano (San Nicolás) (1996-97)
- 1 título: Belgrano (Tucumán) (1999-2000)
- 1 título: Gimnasia y Esgrima La Plata (2000-01)
- 1 título: Ben Hur (2001-02)
- 1 título: Central Entrerriano (2002-03)
- 1 título: River Plate (2003-04)
- 1 título: Sionista (2005-06)
- 1 título: El Nacional Monte Hermoso (2006-07)
- 1 título: Ciclista Olímpico (2007-08)
- 1 título: Argentino (Junín) (2009-10)
- 1 título: Unión Progresista (2011-12)
- 1 título: Estudiantes Concordia (2012-13)
- 1 título: Ciclista Juninense (2013-14)
- 1 título: Instituto (2014-15)
- 1 título: Hispano Americano (2015-16)
- 1 título: Comunicaciones (Mercedes) (2016-17)
- 1 título: Platense (2018-19)
- 1 título: Unión (Santa Fe) (2021)
- 1 título: Independiente (Oliva) (2021-22)
- 1 título: Zárate Basket (2022-23)
- 1 título: Atenas (2023-24)
- 1 título: Racing Club Chivilcoy (2024-25)

## Relevo de clubes entre ediciones

### Ascensos y descensos
Nota: La siguiente tabla muestra el relevo de clubes dado de una temporada a otra, por lo tanto, en el primer renglón se lee que River Plate ingresó al TNA 1992-93 como descendido de la LNB 1991-92.
El detalle solo incluye el relevo de equipos por rendimientos deportivos, con la primera y tercera categoría. Para ver el detalle de los relevos de equipos llevados a cabo por el sistema de intercambios de plazas, fusiones y/o adquisición directa de una franquicia, debe consultarse la tabla «Cambio de plazas».
En ambas tablas se incluye las expansiones de equipos que sufrió la liga con el correr del tiempo.
| Temp                                 | Con la LNB                                                 | Con la LNB                                        | Con la Liga "B" y LFB                              | Con la Liga "B" y LFB                                                                           |
| Temp                                 | Des                                                        | Asc                                               | Des                                                | Asc                                                                                             |
| ------------------------------------ | ---------------------------------------------------------- | ------------------------------------------------- | -------------------------------------------------- | ----------------------------------------------------------------------------------------------- |
| 91-92 a 92-93                        | River Plate                                                |                                                   |                                                    |                                                                                                 |
| 92-93 a 93-94                        | Independiente (Neuquén) Banco Córdoba                      | Deportivo Roca Independiente (Gral. Pico)         | Petrolero (Plaza Huincul) Gimnasia La Plata        | Mendoza de Regatas Sportivo Pilar                                                               |
| 93-94 a 94-95                        | Echagüe (Paraná)                                           | Deportivo Valle Inferior (Viedma)                 | Lanús Ateneo Popular Versailles                    | Gimnasia y Esgrima LP El Tala (San Francisco)                                                   |
| 94-95 a 95-96                        | Santa Paula (Gálvez)                                       | Luz y Fuerza (Posadas)                            | Ciclista Juninense Deportivo Madryn                | Central Entrerriano (Gualeguaychú) Ateneo Popular Versalles                                     |
| 95-96 a 96-97                        | Deportivo Valle Inferior (Viedma)                          | Obras Sanitarias                                  | Ciclista Juninense San Andrés                      | Libertad (Sunchales) UBA (CABA)                                                                 |
| 96-97 a 97-98                        | Racing Club (Avellaneda)                                   | Belgrano (San Nicolás)                            | Deportivo Valle Inferior (Viedma) Echagüe (Paraná) | Unión G. Sokol (RSP) Lanús                                                                      |
| 97-98 a 98-99                        | Quilmes (Mar del Plata)                                    | Libertad (Sunchales)                              | Universidad de Bs. As. Independiente (N)           | San Isidro (San Francisco) Independiente (Zárate)                                               |
| 98-99 a 99-00                        | Deportivo Roca                                             | Quilmes (Mar del Plata)                           | Instituto (Córdoba) Racing Club (Avellaneda)       | Belgrano (Tucumán) Argentino (Junín)                                                            |
| 99-00 a 00-01                        | Olimpia (Venado Tuerto)                                    | Belgrano (Tucumán)                                | San Andrés Unión Gim. Sokol                        | Vélez Sarsfield (CABA)                                                                          |
| 00-01 a 01-02                        | Belgrano (Tucumán)                                         | Gimnasia La Plata                                 | Olimpia (Venado Tuerto)                            | Sportivo Escobar                                                                                |
| 01-02 a 02-03                        | Independiente (Gral. Pico)                                 | Ben Hur (Rafaela)                                 | Lanús                                              | Quimsa (Santiago del Estero)                                                                    |
| 02-03 a 03-04                        | Estudiantes (BB) Andino SC (La Rioja)                      | Central Entrerriano Argentino (Junín)             | San Isidro (SF) San Andrés                         | Olimpia Mami (Venado Tuerto) Sionista (Paraná)                                                  |
| 03-04 a 04-05                        | Regatas (San Nicolás) Ferro Carril Oeste                   | River Plate Regatas (Corrientes)                  | Andino SC (La Rioja) Quilmes AC                    | Náutico Hacoaj (T) Pedro Echagüe (CABA)                                                         |
| 04-05 a 05-06                        | Obras Sanitarias Gimnasia (La Plata)                       | Alianza La Unión Ciclista Juninense               | Echagüe (Paraná) Hindú (Resistencia)               | Unión (Sunchales) San Martín (J)                                                                |
| 05-06 a 06-07                        | Argentino (Junín) La Unión (Formosa)                       | Sionista (Paraná) Quimsa (Santiago del Estero)    | San Martín (Junín) Asociación Mitre                | Asociación Española (Charatá) Ciudad de Bragado                                                 |
| 06-07 a 07-08                        | Ciclista Juninense Belgrano (San Nicolás)                  | El Nacional MH Independiente (Neuquén)            | Ciudad de Bragado Gimnasia La Plata                | Sportivo Escobar San Martín (Marcos Juárez)                                                     |
| 07-08 a 08-09                        | Belgrano (San Nicolás) Central Entrerriano (Gualeguaychú)  | Ciclista Olímpico (La Banda) Lanús                | Alianza Olimpia (Catamarca)                        | Firmat FBC Oberá TC                                                                             |
| 08-09 a 09-10                        | El Nacional Monte Hermoso Ben Hur (Rafaela)                | La Unión (Formosa) Unión de Sunchales             | Echagüe (Paraná) Asociación Española               | Ciudad de Bragado 9 de Julio (R III)                                                            |
| 09-10 a 10-11                        | Quilmes (Mar del Plata) Central Entrerriano (Gualeguaychú) | Argentino (Junín) El Nacional MH                  | Independiente (Neuquén) Independiente (Tandil)     | Alvear (Villa Ángela) Gimnasia y Esgrima Villa del Parque                                       |
| 10-11 a 11-12 Expansión a 22 equipos | Monte Hermoso Básquet Argentino (Junín)                    | Quilmes (Mar del Plata) San Martín (Corrientes)   | Gimnasia (VdP) Adelante (Reconquista)              | Tomás de Rocamora San Isidro (Córdoba)                                                          |
| 11-12 a 12-13                        | Quilmes (Mar del Plata) San Martín (Corrientes)            | Unión Progresista Argentino (Junín)               | Asociación Española San Martín (MJ)                | San Lorenzo (Chivilcoy) La Unión (Colón)                                                        |
| 12-13 a 13-14                        | Sportivo 9 de Julio (Río III) Unión Progresista            | Estudiantes (Concordia) Quilmes (Mar del Plata)   | Ciudad de Bragado Unión (Sunchales)                | Unión (Santa Fe) Barrio Parque (Córdoba)                                                        |
| 13-14 a 14-15 Expansión a 24 equipos | ninguno                                                    | Ciclista Juninense San Martín (Corrientes)        | San Lorenzo (Chivilcoy) Sarmiento (Resistencia)    | Estudiantes (Olavarría) Hispano Americano                                                       |
| 14-15 a 15-16 Expansión a 26 equipos | ninguno                                                    | Instituto (Córdoba) Sportivo 9 de Julio (Río III) | ninguno                                            | Hindú Club (Resistencia) Parque Sur (Con. del Uruguay) Olimpo (Bahía Blanca) Atenas (Patagones) |
| 15-16 a 16-17                        | Sionista (Paraná)                                          | Hispano Americano                                 | ninguno                                            | Temperley Sportivo Las Parejas                                                                  |
| 16-17 a 17-18 Expansión a 28 equipos | Echagüe (Paraná)                                           | Comunicaciones (Mercedes)                         | ninguno                                            | Ramos Mejía LTC Deportivo Norte (A)                                                             |
| 17-18 a 18-19                        | Libertad (Sunchales)                                       | Salta Basket                                      | ninguno                                            | Racing (Chivilcoy) Central Argentino Olímpico                                                   |
| 18-19 a 19-20                        | Quilmes (Mar del Plata)                                    | Platense                                          | ninguno                                            | Central Entrerriano Villa Mitre (Bahía Blanca)                                                  |
| 2021 a 2021-22                       | Weber Bahía Basket                                         | Unión (Santa Fe)                                  | ninguno                                            | Jáchal BC Zárate Basket                                                                         |
| 2022 a 2022-23                       | Hispano Americano                                          | Independiente (Oliva)                             | ninguno                                            | Pico FBC La Unión (Colón)                                                                       |
| 2023 a 2023-24                       | Zárate Basket                                              | Atenas (Córdoba)                                  | Tucumán Básquet Parque Sur                         | Unión (Mar del Plata) Provincial (Rosario)                                                      |
| 2023 a 2023-24                       | Atenas Córdoba                                             | Comunicaciones (Mercedes)                         | Sarmiento (Resistencia)                            | El Talar (CABA) Centenario (Venado Tuerto)                                                      |
| 2024 a 2024-25                       | A determinarse                                             | A determinarse                                    | A determinarse                                     | A determinarse                                                                                  |

1. ↑   No disputó el TNA 01-02.
2. ↑   No disputó el TNA 07-08, sino que recompró una plaza de Liga A.
3. ↑   No disputó el TNA 07-08.
4. ↑   No disputó el TNA 08-09, sino que recompró una plaza de Liga A.
5. ↑   No disputó el TNA 09-10
6. ↑   Tras descender de la Liga A 2009-10, no disputó el TNA 2010-11
7. ↑   Tras ascender del TNA 2014-15, 9 de julio no participó directamente de la Liga A 2015-16 sino que se fusionó con San Lorenzo de Almagro pasando a participar este club de dicho torneo perdiendo la plaza 9 de julio

### Cambio de plazas
Nota: Como se dijo en la tabla Ascensos y Descensos en la siguiente tabla se detallan los relevos de equipos llevados a cabo por el sistema de intercambios de plazas entre equipos y/o fusiones y/o adquisición directa de una franquicia.
Asimismo, la tabla incluye las expansiones de equipos que sufrió la liga con el correr del tiempo.
| Temp                                       | Con la Liga Nacional                | Con la Liga Nacional                                | Con 3.ª división                                                                                         | Con 3.ª división |
| Temp                                       | Vende                               | Adquiere                                            | Vende | Adquiere |
| ------------------------------------------ | ----------------------------------- | --------------------------------------------------- | --- | --- |
| 92-93 a 93-94                              |                                     |                                                     | | Deportivo Valle Inferior La Unión (Colón) |
| 93-94 a 94-95                              | Gimnasia y Esgrima (Pergamino)      | Pico Football Club                                  | Pico Football Club River Plate                                                                           | Ciclista Juninense Estudiantes (Olavarría) |
| 94-95 a 95-96                              |                                     |                                                     | El Tala (San Francisco) Sportivo Pilar Libertad Alma Juniors (Esperanza)                                 | Estudiantes (Santa Rosa) Independiente (Neuquén) Ben Hur Ciclista Juninense |
| 95-96 a 96-97                              | Luz y Fuerza (Posadas)              | Estudiantes (Olavarría)                             | Estudiantes (Olavarría) Ateneo Popular Versalles Mendoza de Regatas                                      | Instituto Newell's Old Boys Deportivo San Andrés |
| 96-97 a 97-98                              |                                     |                                                     | Santa Paula (Gálvez)                                                                                     | Echagüe |
| 97-98 a 98-99                              |                                     |                                                     | Siderca (Campana)                                                                                        | Ciclista Juninense |
| 98-99 a 99-00                              |                                     |                                                     | No hubo                                                                                                  | No hubo |
| 99-00 a 00-01                              |                                     |                                                     | Newell's Old Boys                                                                                        | Regatas Corrientes |
| 00-01 a 01-02                              |                                     |                                                     | Estudiantes (Santa Rosa) Independiente (Zárate)                                                          | Conarpesa Puerto Madryn Quilmes AC |
| 01-02 a 02-03                              |                                     |                                                     | Deportivo Roca Central Córdoba (Tucumán)                                                                 | River Plate Tucumán BB |
| 02-03 a 03-04                              |                                     |                                                     | Plaza libre                                                                                              | El Nacional (Bahía Blanca) Asociación Mitre (Tucumán) |
| 03-04 a 04-05                              |                                     |                                                     | Independiente (General Pico) Plaza libre                                                                 | Hindú Club (Resistencia) Alma Juniors (Esperanza) |
| 04-05 a 05-06                              |                                     |                                                     | Tucumán BB Náutico Hacoaj                                                                                | Independiente (Neuquén) Echagüe |
| 05-06 a 06-07                              | River Plate Estudiantes (Olavarría) | Estudiantes (Bahía Blanca) Obras Sanitarias         | Ferro Carril Oeste (Buenos Aires)                                                                        | Ciclista Olímpico (La Banda) |
| 06-07 a 07-08                              | Deportivo Madryn                    | Belgrano (San Nicolás)                              | Olimpia (Venado Tuerto) Sportivo Escobar Plaza libre                                                     | San Martín (Corrientes) Asociación Italiana (Charata) Gimnasia y Esgrima (LP) Lanús Alianza Olimpia (Catamarca)                                                                |
| 07-08 a 08-09                              |                                     |                                                     | No hubo                                                                                                  | No hubo |
| 08-09 a 09-10 Reducción a 14 equipos       | Independiente (Neuquén)             | Central Entrerriano                                 | Ben Hur Gimasia y Esgrima La Plata Pedro Echagüe (Buenos Aires)                                          | Independiente (Tandil) |
| 09-10 a 10-11 Expansión a 16 equipos       | Unión (Sunchales)                   | 9 de Julio (Río Tercero)                            | Belgrano (San Nicolás) Alma Juniors (Esperanza) 9 de Julio (Río Tercero) Central Entrerriano Plaza libre | Adelante (Reconquista) Banda Norte (Río Cuarto) Unión (Sunchales) Unión Progresista (Villa Ángela) Tucumán BB Asociación Española (Charata)                                    |
| 10-11 a 11-12 Expansión a 22 equipos       |                                     |                                                     | | Alianza Viedma Echagüe Estudiantes Concordia Huracán (Trelew) Rosario Central Sport Club Cañadense                                                                             |
| 11-12 a 12-13 Reducción de 21 a 20 equipos |                                     |                                                     | Rosario Central Asociación Italiana (Charata) Firmat Football Club                                       | Instituto Sarmiento (Resistencia) Plaza que quedó libre |
| 12-13 a 13-14                              | Estudiantes (Bahía Blanca)          | Bahía Basket                                        | No hubo                                                                                                  | No hubo |
| 13-14 a 14-15 Expansión a 24 equipos       |                                     |                                                     | Unión Progresista (Villa Ángela) Alvear (Villa Ángela)                                                   | Anzorena (Mendoza) UNCAUS San Lorenzo (Buenos Aires) Tiro Federal (Morteros) Unión GEPU-Española Villa Ángela Basket Ferro Carril Oeste (Buenos Aires) Sarmiento (Resistencia) |
| 14-15 a 15-16 Expansión a 26 equipos       | Ciclista Juninense 9 de Julio       | Ferro Carril Oeste (BA) San Lorenzo de Almagro (BA) | Anzorena Sport Club Cañadense Unión GEPU-Española Banda Norte                                            | Salta Basket Gimnasia y Esgrima La Plata Petrolero Argentino (PH) Comunicaciones (Mercedes) Platense                                                                           |
| 15-16 a 16-17                              | Lanús                               | Echagüe                                             | UNCAus Sionista Monte Hermoso Básquet Sarmiento (Resistencia)                                            | Independiente BBC Villa San Martín (Resistencia) Asoc. Mitre (Tucumán) Plaza que quedó libre                                                                                   |
| 16-17 a 17-18 Expansión a 28 equipos       | Libertad                            | Salta Basket                                        | Sportivo Las Parejas Huracán (Trelew) Ramo Mejía LTC Villa Ángela Basket Olimpo                          | Ameghino (Villa María) Talleres (Tafí Viejo) Rivadavia (Mendoza) Centro Español (Plottier) Villa Mitre (BA)                                                                    |
| 17-18 a 18-19                              |                                     |                                                     | Temperley Asociación Mitre (Tucumán) Talleres (Tafí Viejo) Villa Mitre (BA)                              | Del Progreso (Gral. Roca) Sportivo América (Rosario) |
| 18-19 a 19-20                              |                                     |                                                     | Sportivo América (Rosario) La Unión (Colón) Hindú (Resistencia)                                          | Rosario Basket |
| 2021 a 2021-22                             | Libertad                            | Riachuelo (LR)                                      | Tiro Federal Morteros                                                                                    | Independiente de Oliva Pergamino Básquet |
| 2021-22 a 2022-23                          |                                     |                                                     | Estudiantes (Olavarría) Bahía Basket Estudiantes (Tucumán)                                               | GEPU Montmartre Tucumán Básquet Atlético Pilar Sarmiento (Resistencia) |

1. 1 2  Ingresaron para completar el cupo de 16 equipos.
2. 1 2  Fue invitado por la ADC a participar de la LNB 94-95 para reemplazar a Gimnasia y Esgrima de Pergamino que no presentó en tiempo y forma los avales para participar de dicho torneo.[cita requerida]
3. ↑  Invitado a participar del TNA 94-95 para reemplazar a Pico Football Club, que a su vez ascendido por invitación a la Liga A.[cita requerida]
4. ↑  Había descendido en la temporada 1994-95 sin perjuicio de lo cual readquirió, mediante la compra de la plaza de Alma Juniors, la posibilidad de participar en el TNA 1996-97.[cita requerida]
5. 1 2  Vendió su plaza del TNA y adquirió la plaza de Luz y Fuerza (Posadas) en la Liga A 1996-97.[cita requerida]
6. ↑  Había descendido en la temporada 1996-97 sin perjuicio de lo cual readquirió, mediante la compra de la plaza de Santa Paula, la posibilidad de participar en el TNA 1997-98.[cita requerida]
7. 1 2  Deportivo Roca vendió su plaza a River Plate.[11]
8. ↑  Había descendido en la Liga A 2006-07 sin perjuicio de lo cual no jugó el TNA 2007-08 sino que readquirió, mediante la compra de la plaza de Deportivo Madryn, la posibilidad de participar en la Liga A 2007-08.[cita requerida]
9. ↑  Luego de ascender de la Liga B 2006-07 desistió de participar del TNA 2007-08.[cita requerida]
10. ↑  Fue invitado por la ADC a participar del TNA 2007-08 en reemplazo de Sportivo Escobar, quien desistió de participar en el torneo.[cita requerida]
11. ↑  Fusión entre Olimpia (Catamarca) y Deportivo Madryn.[cita requerida]
12. 1 2  Independiente de Neuquén y Central Entrerriano intercambiaron sus respectivas plazas, por lo cual Central Enterriano jugó la Liga A 2009-10 e Independiente jugó el TNA 2009-10.[cita requerida]
13. ↑  Luego de descender de la Liga A 2008-09 desistió de participar del TNA 2009-10.[cita requerida]
14. ↑  Tras descender de la Liga A 2009-10, no disputó el TNA 2010-11.
15. 1 2  Villa Ángela Basket es la sucesión de la plaza que poseía Unión Progresista de Villa Ángela y además, es la fusión de Unión Progresista con Alvear de la misma ciudad. Al ser producto de una fusión entre dos equipos, se contabilizan las temporadas por separado.
16. ↑  UNCAUS adquirió una plaza libre.[13]
17. 1 2  Ciclista Juninense y Ferro Carril Oeste de Buenos Aires intercambiaron sus respectivas plazas, por lo cual Ferro pasó a la Liga A 2015-16 y Ciclista al TNA 2015-16.
18. 1 2  Tras ascender del TNA 2014-15, 
9 de Julio se fusionó con San Lorenzo de Almagro de Buenos Aires pasando a participar este último de la Liga A 2015-16. 9 de Julio de Río Tercero perdió su plaza en torneos de la ADC.
19. 1 2  Lanús vende su plaza y Echagüe la compra.[24]
20. 1 2  UNCAUS se fusionó con Independiente de Santiago del Estero y perdió su plaza, que fue adquirida por este último.[25]
21. 1 2  Sionista se fusionó con Villa San Martín de Resistencia y perdió su plaza que fue adquirida por este último.[26]
22. 1 2  Libertad y Salta Basket intercambiaron sus respectivas plazas, por lo cual Salta Basket jugó la Liga A 2017-18 y Libertad jugó el LA 2017-18.
23. 1 2  Villa Mitre de Buenos Aires se fusionó con Sportivo América de Rosario y perdió su plaza que fue adquirida por este club.[29][30][31]
24. 1 2  Rosario Basket es la sucesión de la plaza de Sportivo América de Rosario.

## Otros torneos durante la temporada

### Superfinal de La Liga Argentina
En la temporada 2017-2018 se instauraron dos nuevos torneos dentro de la temporada regular de La Liga, el Torneo Súper 4 y la Superfinal de la Liga. En dicha Superfinal participan los campeones del Súper 4 y de la temporada regular de la Liga Argentina, y da un cupo para la Liga Sudamericana siguiente.
| Temporada | Campeón      | Resultado  | Subcampeón | Sede                               |
| --------- | ------------ | ---------- | ---------- | ---------------------------------- |
| 2017-18   | Libertad     | [ nota 1 ] | —          | —                                  |
| 2018-19   | Salta Basket | 83-77      | Platense   | Estadio Ángel Sandrín de Instituto |
| 2019-20   | No hubo      | No hubo    | No hubo    | No hubo                            |
| 2021      | No hubo      | No hubo    | No hubo    | No hubo                            |

1. ↑  Al ganar Libertad tanto el Súper 4 como la temporada regular de la Liga Argentina, no se disputó la copa y el cupo internacional quedó automáticamente para el club.
2. ↑  Al concluir la temporada prematuramente no hubo campeón de la Liga Argentina, solo campeón del Súper 4.
3. ↑  Al disputarse una temporada atípica, no hubo Super 4.

### Torneos de media temporada
En la temporada 2017-2018 se instauraron dos nuevos torneos dentro de la temporada regular de La Liga, el Torneo Súper 4 y la Superfinal de la Liga. En el Súper 4 participan los cuatro ganadores de cada zona de la primera fase del torneo, y ganar esta copa da acceso a la Superfinal de la Liga. En la temporada 2021-22 el Torneo Súper 4 fue reemplazado por el Torneo Súper 8. El premio continuó siendo el mismo.
| Temporada | Torneo  | Campeón               | Resultado | Subcampeón       | Semifinalistas                       | Sede                                                                                    |         |
| --------- | ------- | --------------------- | --------- | ---------------- | ------------------------------------ | --------------------------------------------------------------------------------------- | ------- |
| 2017-18   | Súper 4 | Libertad              | 77-71     | Deportivo Viedma | Platense y Villa San Martín (R)      | El Hogar de los Tigres, de Libertad                                                     |         |
| 2018-19   | Súper 4 | Salta Basket          | 93-83     | Barrio Parque    | Tomás de Rocamora y Deportivo Viedma | Estadio Julio César Paccagnella, de Tomás de Rocamora                                   |         |
| 2019-20   | Súper 4 | Oberá TC              | 84-75     | Barrio Parque    | Deportivo Viedma y Estudiantes (O)   | Estadio Dr. Luis Augusto Derna, de Oberá TC                                             |         |
| 2021      | Súper 4 | No hubo               | No hubo   | No hubo          | No hubo                              | No hubo                                                                                 | No hubo |
| 2021-22   | Super 8 | Independiente (Oliva) | 74-72     | Olímpico (Ceres) | San Isidro Gimnasia y Esgrima LP     | Estadios: Héctor Etchart Roberto Pando Luis Conde Ciudad de Vicente López Estadio Obras |         |